# Bactrocera brachus
Bactrocera brachus är en tvåvingeart som först beskrevs av Drew 1972.  Bactrocera brachus ingår i släktet Bactrocera och familjen borrflugor. Inga underarter finns listade.